# Grand Prix moto de France 1960
Le Grand Prix moto de France 1960 est la première manche du Championnat du monde de vitesse moto 1960. La compétition s'est déroulée le 21 au 22 mai 1960 sur le Circuit de Charade à Clermont-Ferrand. C'est la 28e édition du Grand Prix moto de France et la 6e édition comptant pour le championnat du monde.

## Résultats des 500 cm³
| Pos | Pilote             | Moto      | Temps/Écart       | Points |
| --- | ------------------ | --------- | ----------------- | ------ |
| 1   | John Surtees       | MV Agusta | 1 h 39 min 21 s 6 | 8      |
| 2   | Remo Venturi       | MV Agusta | +3 min 01 s 7     | 6      |
| 3   | Bob Brown          | Norton    | +1 tour           | 4      |
| 4   | Paddy Driver       | Norton    | +1 tour           | 3      |
| 5   | Ladi Richter       | Norton    | +1 tour           | 2      |
| 6   | Fumio Ito          | BMW       | +1 tour           | 1      |
| 7   | Hugh Anderson      | Norton    | +1 tour           |        |
| 8   | Robert Weston      | Norton    | +1 tour           |        |
| 9   | John Hempleman     | Norton    | +1 tour           |        |
| 10  | Jacques Insermini  | Norton    | +1 tour           |        |
| 11  | Hans-Günther Jäger | BMW       | +2 tours          |        |
| 12  | Jannie Stander     | Norton    | +2 tours          |        |
| 13  | Lothar John        | BMW       | +3 tours          |        |
| 14  | Jean-Pierre Bayle  | Norton    | +3 tours          |        |
| 15  | Fritz Kläger       | Horex     | +4 tours          |        |
| 16  | Antoine Paba       | Norton    | +5 tours          |        |
| 17  | Hans Schmidt       | Norton    | +10 tours         |        |
| 18  | Troncarelli        | Norton    | +12 tours         |        |
| 19  | ...                | ...       | ...               |        |

## Résultats des 350 cm³
| Pos | Pilote             | Moto      | Temps             | Points |
| --- | ------------------ | --------- | ----------------- | ------ |
| 1   | Gary Hocking       | MV Agusta | 1 h 20 min 46 s 7 | 8      |
| 2   | František Št'astný | Jawa      | +34 s 3           | 6      |
| 3   | John Surtees       | MV Agusta | +53 s 9           | 4      |
| 4   | Bob Brown          | Norton    | +1 min 35 s 5     | 3      |
| 5   | Paddy Driver       | Norton    | +1 min 39 s 3     | 2      |
| 6   | Frank Perris       | Norton    | +3 min 53 s 5     | 1      |
| 7   | ...                | ...       | ...               |        |

## Résultats des Sidecars
| Pos | Pilote            | Passager          | Moto | Temps | Points |
| --- | ----------------- | ----------------- | ---- | ----- | ------ |
| 1   | Helmut Fath       | Alfred Wohlgemuth | BMW  |       | 8      |
| 2   | Fritz Scheidegger | Horst Burkhardt   | BMW  |       | 6      |
| 3   | Florian Camathias | John Chisnell     | BMW  |       | 4      |
| 4   | Max Deubel        | Horst Höhler      | BMW  |       | 3      |
| 5   | Edgar Strub       | Hilmar Cecco      | BMW  |       | 2      |
| 6   | Jo Rogliardo      | Marcel Godillot   | BMW  |       | 1      |
| 7   | ...               | ...               | ...  |       |        |